# 양동훈
양동훈(? ~ )은 조선민주주의인민공화국의 군인 겸 정치인이다. 조선인민군 육군 상장이다. 2012년 기준으로, 조선로동당 중앙위원회 위원이다.

## 경력
1999년 조선 인민군 소장으로 진급했다. 2010년 9월에 열린 조선로동당 제3차 대표자회에서 조선로동당 중앙위원회 정치국 위원으로 선출되었다. 2017년 상장으로 진급했다.

## 기타
2011년 12월 김정일 사망과 2018년 8월 김영춘 사망 당시에 국가 장의위원회 위원을 맡았다.